# Louis Adolphe Bonard

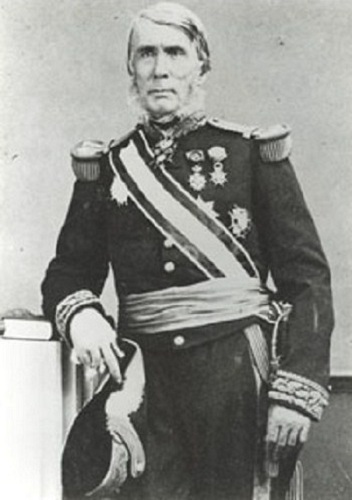
Louis Adolphe Bonard

Louis Adolphe Bonard (27 tháng 3 năm 1805 - 31 tháng 3 năm 1867) là toàn quyền Guyana từ 1853 - 1855 và liên quan tới Hiệp ước Nhâm Tuất (1862) để cắt ba tỉnh miền Đông Nam Kì vào vùng thuộc Pháp, và một số vấn đề quan trọng về ngoại giao, giao thương, buôn bán và tôn giáo. Sử Nhà Nguyễn gọi là Phố Na (舖那).
Ông đã chỉ huy quân đánh bại quân của vua Tự Đức nhà Nguyễn năm 1860.

## Tiểu sử
Là con trai của một giám đốc xây dựng hải quân, ông được nhận vào trường École Polytechnique năm 1825, sau đó đi học của Hải quân vào tháng năm 1826. Sau một con tàu đắm trên bờ biển của châu Phi, nó vẫn còn là một tù nhân của Barbary May 1830 cho đến khi chụp Algiers. Điều hướng trong vùng Địa Trung Hải và Levant, ông được thăng chức trung úy của tàu khu trục nhỏ trong tháng 10 năm 1830 và trung úy năm 1835. Ông là giám đốc cảng Oran tháng 5 năm 1835 đến tháng năm 1836. Ông đã được phong Commander năm 1842.